# アスコルビン酸カルシウム
アスコルビン酸カルシウム(Calcium ascorbate)は、CaC12H14O12の化学式を持つ化合物である。アスコルビン酸のカルシウム塩で、アスコルビン酸塩鉱物の1つである。質量で約10%のカルシウムを含む。
食品添加物としてはE302のE番号を持つ。EU、アメリカ合衆国、オーストラリア及びニュージーランドでは、食品添加物として承認されている。